# Supoj Saenla
Supoj Saenla (thailändisch สุพจน์ แสนหล้า; * 15. August 1980 in Chiang Mai), Spitzname Jack Chiang Mai (thailändisch แจ็ค เชียงใหม่), ist ein thailändischer Snookerspieler. In den 2000ern spielte er drei Saisons als Profi auf der Snooker Main Tour.

## Karriere
Supoj Saenla begann im Alter von 12 Jahren mit dem Snookerspielen. Die internationale Snookerwelt wurde erstmals auf ihn aufmerksam, als er 2001 die U21-Asienmeisterschaft gewann und dabei vom Viertelfinale bis zum Finale nicht einen einzigen Frame verlor. Danach spielte er auch bei der U21-Weltmeisterschaft, trotz einer souveränen Gruppenrunde ohne Niederlage, verlor er aber im ersten Ausscheidungsspiel. Sein erster Auftritt 2002 bei der Amateurweltmeisterschaft endete ebenfalls schon unter den Letzten 32. Bei den Asienspielen in diesem Jahr verlor er das Finale gegen Ding Junhui und holte Silber.
In der Saison 2003/04 durfte er erstmals an der Profitour teilnehmen. Es dauerte bis zum vierten Turnier, bis er seinen ersten Sieg erspielte. Beim Masters Qualifying Event, das aber kein Ranglistenturnier war, besiegte er Jin Long, gegen den er schon 2001 bei seinem Asientitel im Halbfinale gewonnen hatte. Beim Irish Masters und der Weltmeisterschaft gelangen ihm noch zwei weitere Siege, aber in der Rangliste machte er zu wenig Fortschritte, um weiter auf der Tour bleiben zu können. Im Jahr darauf spielte er vier Challenge-Tour-Turniere, um sich wieder zu qualifizieren, aber ein einziges Viertelfinale als bestes Ergebnis war zu wenig für einen der 6 Main-Tour-Plätze.
Danach spielte er wieder Amateurturniere und erreichte bei der Amateurweltmeisterschaft 2006 das Achtelfinale. Im Jahr darauf gewann er die Asienmeisterschaft. Nur einen Frame gab er diesmal in den letzten drei Runden ab, gegen Jin Long beim 6:1-Sieg im Halbfinale. Das Finale gewann er 7:0 gegen Yasin Merchant. Durch diesen Sieg qualifizierte er sich zum zweiten Mal für die Main Tour.
In der Saison 2007/08 erhielt er zu Beginn eine Einladung zur Euro-Asia Masters Challenge 2007. Während er im Einzel-Event des Turnieres bereits in der Gruppenphase ausschied, war er auch im Team-Event auf der verlierenden Hälfte des Teilnehmerfeldes. Beim ersten regulären Event der Saison, dem Shanghai Masters, kam er allerdings mit einem Freilos und einem 5:4-Sieg über Marcus Campbell bis unter die Letzten 64. Bei der UK Championship besiegte er Tian Pengfei und bei der Weltmeisterschaft endete die Saison, wie sie begonnen hatte. Ein knapper 10:9-Sieg über David Morris und ein Freilos brachten ihn unter die Letzten 64. Dort war er aber gegen Alan McManus chancenlos. Dies waren aber die einzigen Siege und er hatte Glück, dass er damit gerade noch den 8. Platz der Einjahreswertung erreichte und damit auf der Main Tour blieb. Im Jahr darauf war der Grand Prix sein erfolgreichstes Turnier, er erreichte zum dritten Mal die Letzten 64. Mit zwei Siegen bei den beiden großen Turnieren, der WM und der UK Championship, erreichte er aber nicht genug Punkte, um Platz 72 zu Beginn der Saison zu halten und damit verlor er auch zum zweiten Mal seinen Profistatus.
Nur einmal trat er danach noch bei einem Profiturnier an: Dank einer Wildcard durfte er an den China Open 2010 teilnehmen, verlor aber zum Auftakt gegen Rod Lawler. Als Amateur gewann er ein Jahr zuvor bei den Südostasienspielen mit einem Sieg über Thor Chuan Leong aus Malaysia die Goldmedaille. Daneben gab es noch zwei Achtelfinals bei Amateurwelt- und bei der Asienmeisterschaft, dann trat er ab 2011 international nicht mehr in Erscheinung.

## Erfolge
Ranglistenturniere:
- Runde der Letzten 64: Weltmeisterschaft (2008), Shanghai Masters (2007), Grand Prix (2008)

Amateurturniere:
- Asienmeister (2007)
- U21-Asienmeister (2001)
- Asienspiele: Silber im Einzel (2002)
- Südostasienspiele: Gold im Einzel (2009), Silber mit der Mannschaft (2005)
- Thailändischer Meister (2007, 2009)[3]